# Stefano Porcari
Stefano Porcari foi um nobre italiano que em 1452 liderou uma revolução contra o poder papal, tentando retomar o poder do senado romano. Após ser denunciado por Domenico Capranica, foi preso e executado sob ordens do papa Nicolau V. Ele vivia na chamada Casa di Stefano Porcari, ainda hoje existente na Via della Pigna, no rione Pigna de Roma.